# Éric Forest

Éric Forest (2015)

Hon. Éric Forest (* 6. April 1952 in Bonaventure, Québec) ist ein kanadischer Politiker, der unter anderem seit 2016 Mitglied des Senats von Kanada für die Provinz Québec ist.

## Leben
Éric Forest war als Manager und Unternehmer tätig. Er begann sein politisches Engagement in der Kommunalpolitik und war zunächst zwischen dem 2. November 1980 und dem 31. Oktober 1981 Mitglied des Rates sowie im Anschluss vom 1. November 1981 und dem 30. Juni 1982 Bürgermeister der damals selbständigen Gemeinde Pointe-au-Père, die 2002 in die Stadt Rimouski eingemeindet wurde. Im Anschluss zog er sich für einige Jahre aus der Politik zurück und arbeitete daraufhin bis 1994 als Miteigentümer und Vizepräsident eines Autohauses, ehe er zwischen 1994 und 1995 Mitglied des Stadtrates von Rimouski war. Daraufhin fungierte er von 1995 bis 2005 als Vizepräsident und Generaldirektor des Eishockeyclubs Océanic de Rimouski, der in der Ligue de hockey junior majeur du Québec (LHJMQ) spielt und mit dem er sich zum Ziel setzte, diesen zu einem Instrument des sozialen Zusammenhalts in ganz Ost-Quebec zu machen. 
Als Nachfolger von Michel Tremblay wurde Forest am 6. November 2005 Bürgermeister von Rimouski und bekleidete dieses Amt elf Jahre lang bis zum 2. November 2016, woraufhin Marc Parent seine Nachfolge antrat. Während dieser Zeit setzte er sein Engagement zur Entwicklung Ost-Quebecs fort und trieb die Entwicklung der geeinten Gemeinde durch eine starke kulturelle Vitalität und einer auf die Wissensökonomie ausgerichteten Wirtschaftsstruktur voran. Daneben fungierte er zwischen 2010 und 2014 auch als Vorsitzender der Union des municipalités du Québec (UMQ), der Union der Gemeinden von Québec. Sein Engagement trug dazu bei, den kommunalen Sektor durch zwei Provinzgipfel zusammenzubringen, die zur Ausarbeitung eines Weißbuchs über die Zukunft der Gemeinden führten. Während seiner Amtszeit als Vorsitzender der UMQ setzte er auch ein soziales und berufliches Integrationsprojekt um, das Jugendlichen aus Jugendzentren eine bereichernde Arbeitserfahrung im Gemeindeteam ihrer Stadt ermöglichte. 2012 wurde ihm die Queen Elizabeth II’s Diamond Jubilee Medal anlässlich des 50-jährigen Thronjubiläums von Königin Elisabeth II. verliehen. 2014 erhielt er den Jean-Paul L’Allier-Preis, mit dem ein gewählter Amtsträger Québecs für herausragende Visionen, Führungsstärke und Leistungen in der Stadtplanung und Raumplanung geehrt wird. Darüber hinaus setzt er sich im Rahmen seiner Aufgaben bei der UMQ und der Bewegung L’Effet A insbesondere dafür ein, junge Menschen und Frauen für politisches Engagement zu begeistern.
Éric Forest wurde am 21. November 2016 auf Vorschlag des Premierministers von Kanada Justin Trudeau zum Mitglied des Senats von Kanada ernannt und vertritt dort seither die Division Gulf in der Provinz Québec. Im Senat war er kurzzeitig vom 21. November bis zum 1. Dezember 2016 Parteiloser und schloss sich daraufhin am 2. Dezember 2016 der Independent Senators Group (ISG) an, der er seither angehört. Während seiner Senatszugehörigkeit war er Mitglied verschiedener Ständiger Ausschüsse sowie Sonderausschüsse und ist seit Beginn der 43. Legislaturperiode 2019 stellvertretender Vorsitzender des Ständigen Senatsausschusses für nationale Finanzen.